# Ramadi
Ramadi (em árabe: الرمادي) é uma cidade localizada  ao longo do rio Eufrates, no centro do Iraque, a cerca de 110 quilômetros a oeste de Bagdá. É a capital e maior cidade da província de Ambar.

## História

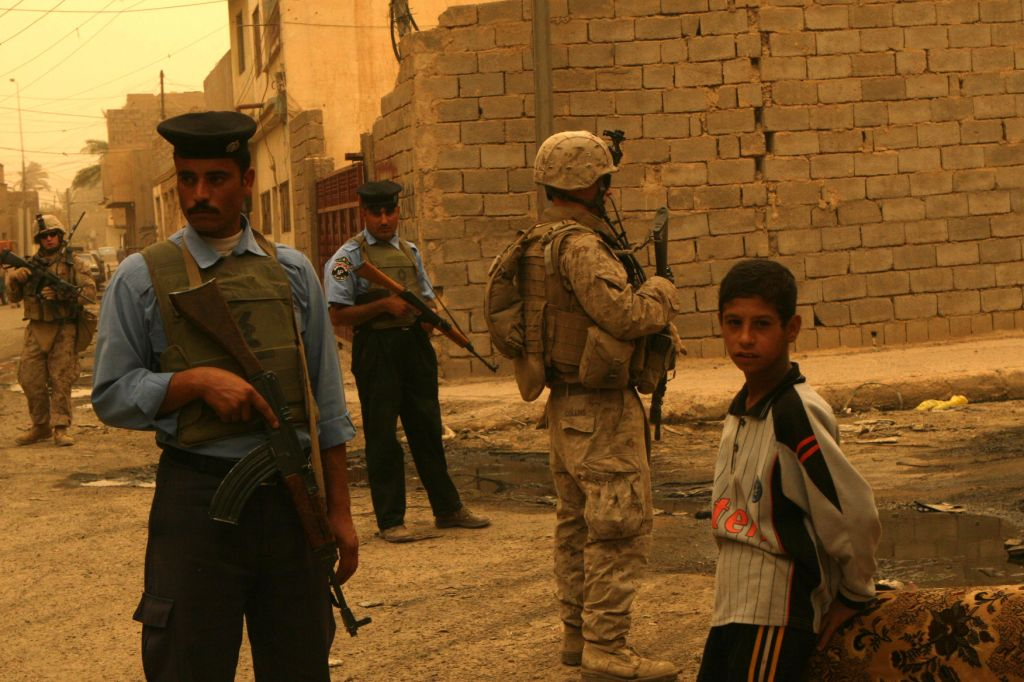
Militares americanos e iraquianos em Ramadi, em 2008. Após a retirada dos Estados Unidos do país, em 2011, insurgentes islamitas retomaram a cidade quatro anos depois.

Ramadi está localizado em uma planície aluvial irrigada e fértil, no Triângulo Sunita do Iraque. Foi fundada em 1869 durante o domínio do Império Otomano. O objetivo principal da cidade era dar aos otomanos uma base para comunicações e controlar a tribo dulaim da região.
Durante a Campanha da Mesopotâmia da Primeira Guerra Mundial, as forças britânicas sob o comando do tenente-general Frederick Stanley Maude tomaram Ramadi. Em novembro de 1917, as forças britânicas lutaram com o que restava das forças otomanas. Maude morreu logo depois de Ramadi ser tomada.
Durante a Guerra Anglo-Iraquiana durante a Segunda Guerra Mundial, Ramadi foi conquistada por brigadas leais a Rashid Ali al-Gaylani.
Durante a Guerra do Iraque, Ramadi foi um dos focos de resistência da insurgência iraquiana. O exército dos Estados Unidos e do governo central do Iraque retomaram a cidade em meados de 2004, mas voltaram a combater os insurgentes nela em 2006-07 quando conquistaram uma vitória mais definitiva. A região permaneceu sob firme controle de Bagdá pela década seguinte.

Em maio de 2015, contudo, durante a guerra contra o grupo auto-proclamado Estado Islâmico, os extremistas deste grupo acabaram tomando a cidade após semanas de violentos combates. Ramadi foi então usada como a principal base de poder do grupo na província de Ambar. Porém, em dezembro do mesmo ano, após meses de luta, boa parte da cidade já havia sido recapturada pelas tropas iraquianas, com o centro e outras áreas chave sendo conquistadas em grandes ofensivas. Bolsões de resistência e armadilhas dos islamitas ainda causavam dificuldades para as forças do governo, mas as autoridades do país celebraram esta notícia como uma importante vitória.

## Demografia
A população da cidade foi estimada em 500 mil habitantes de acordo com dados da ONU de 2003 e 483.209 de acordo com a ONU em 2004. O regime de Saddam Hussein estimou uma população de 700 mil pessoas. Os habitantes são predominantemente árabes sunitas, em sua maioria da tribo dulaim.